# Rasmus Hansson
För andra betydelser, se Rasmus Hansson (olika betydelser).
Rasmus Hansson, född 8 april 1700 i Pilegård, Foss socken (Bohuslän), död december 1761 i Pilegård, var riksdagsman för bondeståndet 1734. Hans bror Pär Hansson var också riksdagsman. Hansson var även furir och faktor.